# Anomis grisea
Anomis grisea é uma mariposa da família Noctuidae. Pode ser encontrada em Madagascar. A envergadura dos adultos pode chegar a 28 a 30 cm.